# Sciacca (vino)
Sciacca è una DOC riservata ad alcuni vini prodotti in provincia di Agrigento.

## Zona di produzione
Comprende l'intero territorio dei comuni di Sciacca e Caltabellotta in provincia di Agrigento.

## Tecniche di produzione
I nuovi impianti ed i reimpianti dovranno avere una densità non inferiore a 3.000 ceppi/ettaro.
È vietata ogni pratica di forzatura, ma consentita l'irrigazione di soccorso.

## Tipologie
- Sciacca bianco
- Sciacca Inzolia
- Sciacca Grecanico
- Sciacca Chardonnay
- Sciacca riserva Rayana
- Sciacca rosso
- Sciacca Nero d'Avola
- Sciacca Cabernet Sauvignon
- Sciacca Merlot
- Sciacca Sangiovese
- Sciacca rosso riserva
- Sciacca rosato